# Баляга-Катангар
Баляга-Катангар — село в Петровск-Забайкальском районе Забайкальского края России. Административный центр и единственный населённый пункт сельского поселения «Баляга-Катангарское».

## География
Село находится в центральной части района, на левом берегу реки Хайлас, вблизи места впадения её в реку Баляга, на расстоянии примерно 15 км (по прямой) к юго-востоку от города Петровск-Забайкальский. Абсолютная высота — 757 м над уровнем моря.
Климат
Климат характеризуется как резко континентальный, с продолжительной морозной зимой и коротким тёплым летом. Среднегодовая температура воздуха составляет −8,2 °С. Средняя многолетняя температура самого холодного месяца (января) составляет −27 — −26 °С (абсолютный минимум — −55 °С), температура самого тёплого (июля) — 16 — 17 °С (абсолютный максимум — 38 °С). Безморозный период длится в течение 60 — 80 дней. Среднегодовое количество осадков — 400 мм.
Часовой пояс
Село Баляга-Катангар находится в часовой зоне МСК+6. Смещение применяемого времени относительно UTC составляет +9:00.

## Население
| 2010 | 2012 | 2013 | 2014 | 2015 | 2016 | 2017 |
| ---- | ---- | ---- | ---- | ---- | ---- | ---- |
| 97   | ↘87  | ↘85  | ↘82  | ↘75  | ↗78  | ↘71  |
| 2018 | 2019 | 2020 | 2021 |      |      |      |
| ↘67  | ↘62  | ↘51  | ↘45  |      |      |      |

Половой состав
По данным Всероссийской переписи населения 2010 года, в гендерной структуре населения мужчины составляли 51,5 %, женщины — соответственно 48,5 %.
Национальный состав
Согласно результатам переписи 2002 года, в национальной структуре населения буряты составляли 96 % из 95 чел.

## Улицы
| - ул. Лесная, - ул. Набережная, | - ул. Тракторная, - ул. Центральная. |